# Plerion

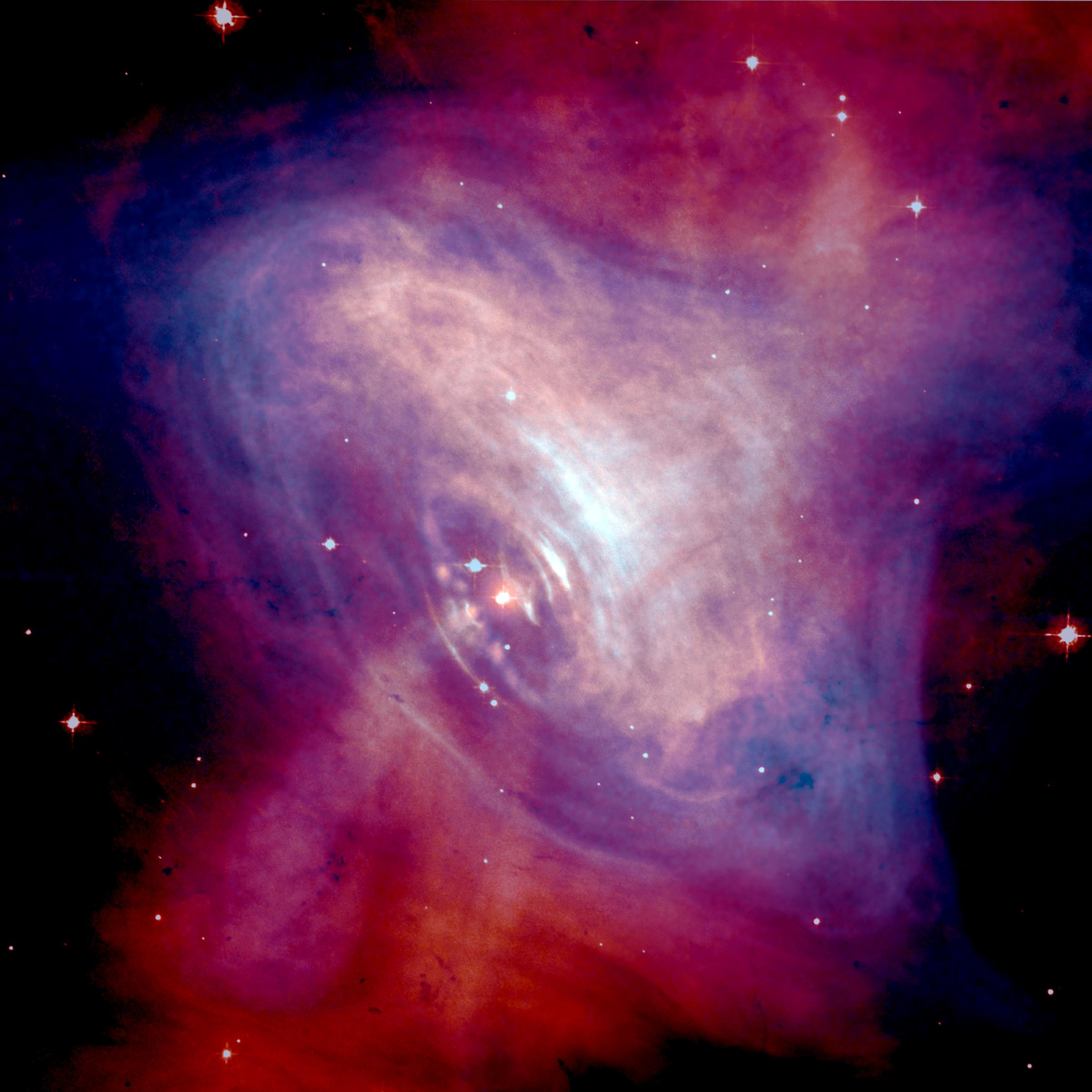
Pulsar PSR B0531+21 we wnętrzu Mgławicy Kraba – połączenie zdjęć w paśmie widzialnym (czerwone kolory) i rentgenowskim (niebieskie)

Plerion – mgławica synchrotronowa, zasilana przez ogromnej energii pulsar. Prototypem tej klasy obiektów astronomicznych jest Mgławica Kraba.
Pleriony są jedną z form pozostałości po supernowych, w których morfologia mgławicy jest zdominowana przez efekt promieniowania pulsara. Zewnętrzna powłoka pozostałości po supernowej może być niewidoczna w zakresie promieniowania radiowego i rentgenowskiego, co odróżnia plerion od złożonej pozostałości po supernowej. Pleriony bywają określane mianem mgławicy pulsarowej lub mgławicy wiatru pulsarowego, ale to pojęcie jest szersze – plerion nosi ślady powstania wskutek eksplozji supernowej i nie każda mgławica wiatru pulsarowego jest plerionem.